# Time Tells No Lies
Albums de Praying Mantis
Predator In Disguise
(1991)
Singles
1. Cheated All
Sortie : janvier 1981
2. All Day and all of the Night
Sortie : mars 1981

Time Tells No Lies est le premier album studio du groupe de hard rock anglais Praying Mantis. Il est sorti en 1981 sur le label Arista et fut produit par Tim Friese Green.

## Historique
Formé au milieu des années soixante-dix par les frères Troy, Praying Mantis fut choisi en 1979 pour faire partie de la compilation Metal for Muthas regroupant des groupes issus de la NWOBHM. Ils sont représentés par le titre Captured City et partiront en tournée avec Iron Maiden.
En avril 1980, le batteur Dave Potts rejoignit le groupe suivit au mois de juin par le guitariste chanteur Steve Carroll. Après une performance remarquée au Festival de Reading, le label Arista Records signa le groupe. Le groupe entre à la fin de l'année dans les Battery Studios de Londres, et le premier single Cheated parait en janvier 1981. L'album et le deuxième single, la reprise des Kinks All Day and All of the Night, suivront au mois de mars.
Sorti en 1981 en plein renouveau du heavy metal britannique (NWOBHM), cet album reçut de très bonnes critiques et se classa à la 60e place des les charts britanniques.
En décembre 1981 groupe s'adjoindra un chanteur Bernie Shaw et un clavier Jon Bavin. Mais des problèmes avec le management et la maison de disque entraineront la chute du groupe et il fallut attendre 1991 pour voir sortir le deuxième album du groupe, Predator in Disguise.

## Liste des titres
Face 1
| No | Titre                        | Auteur                                   | Chant | Durée |
| -- | ---------------------------- | ---------------------------------------- | ----- | ----- |
| 1. | Cheated                      | Steve Carrol, Tino Troy                  | Steve | 3:52  |
| 2. | All Day and All of the Night | Ray Davies                               | Tino  | 2:58  |
| 3. | Running for Tomorrow         | Carroll, Dave Potts, T. Troy, Chris Troy | Steve | 3:40  |
| 4. | Rich City Kids               | C. Troy, T. Troy                         | Tino  | 3:47  |
| 5. | Lovers to the Grave          | C. Troy, T. Troy                         | Chris | 4:52  |

Face 2
| No | Titre                 | Auteur                           | Chant | Durée |
| -- | --------------------- | -------------------------------- | ----- | ----- |
| 6. | Panic In the Streets  | Potts, T. Troy, Sandra Vermeulen | Tino  | 3:42  |
| 7. | Beads of Ebony        | T. Troy                          | Chris | 5:34  |
| 8. | Flirting with Suicide | Carroll, Potts, C. Troy, T. Troy | Tino  | 5:04  |
| 9. | Children of the Earth | C. Troy, T. Troy                 | Chris | 5:43  |

Titres bonus réédition 1996
- La réédition en compact disc comprend 3 titres bonus.

| No  | Titre                       | Auteur                           | Chant | Durée |
| --- | --------------------------- | -------------------------------- | ----- | ----- |
| 10. | 30 Pieces of Silver         | Potts, C. Troy, T. Troy          | Tino  | 3:56  |
| 11. | Flirting with Suicide       | Carroll, Potts, C. Troy, T. Troy | Tino  | 5:02  |
| 12. | Panic In the Streets (Live) | Potts, T. Troy, S. Vermeulen     | Tino  | 3:46  |

## Musiciens
Praying Mantis
- Tino Troy : guitare, guitare acoustique sur Children of the Earth, chant.
- Chris Troy : basse, chant.
- Steve Carroll : guitare, chant.
- Dave Potts : batterie, percussion.

Musicien additionnel
- Tim Friese Greene: piano sur Rich City Kids

## Chart
Charts album
| Pays        | Durée du classement | Meilleur classement | Date          |
| ----------- | ------------------- | ------------------- | ------------- |
| Royaume-Uni | 2 semaines          | 60e                 | 18 avril 1981 |

Charts single
| Single  | Pays        | Chart | Durée du classement | Classement | Date         |
| ------- | ----------- | ----- | ------------------- | ---------- | ------------ |
| Cheated | Royaume-Uni | OCC   | 2 semaines          | 69e        | 31 mars 1981 |